# Wisag
Aveco Holding eller Wisag-Gruppe er en tysk servicevirksomhed, der udbyder forskellige services indenfor facility management, industriservice og luftfartsservice. De har hovedkvarter i Frankfurt am Main. I 2017 var der 49.703 ansatte og de havde en omsætning på 1,98 mia. euro.
I 1965 begyndte Claus Wisser at rengøre bygninger i Frankfurt am Main og udvidede efter kort tid til hele Rhein-Main-området.